# Hakan Yakın
Hakan Yakın, född 22 februari 1977 i Basel, är en schweizisk före detta fotbollsspelare.
Yakın spelade i klubbar som FC Basel, Grasshoppers, Galatasaray, VfB Stuttgart och BSC Young Boys. Han spelade 87 landskamper för Schweiz landslag 2000–2011 och deltog i turneringar som EM 2004, VM 2006,  EM 2008 och VM 2010. 2013 avslutade han spelarkarriären.